# Meticillin

Strukturformel för Meticillin.

Meticillin är ett antibiotikum inom gruppen penicilliner (kemisk formel: 2, 6–dimethoxy-phenyl-penicillin) med smalt antibakteriellt spektrum.
Meticillin är relativt stabilt mot vissa av de bakteriella enzymerna beta-laktamaser. Det har därför effekt mot infektioner orsakade av stafylokocker, en bakterietyp som i hög utsträckning producerar sådana enzymer. Substansen kan enbart administreras via injektioner.
Meticillin marknadsförs inte längre i Sverige som läkemedel. Istället används för kliniskt bruk penicilliner tillhörande gruppen isoxazolylpenicilliner som har liknade antibakteriellt spektrum som meticillin vid många stafylokockinfektioner. Dessa kan administreras både som tabletter/mixtur eller via injektion.
Meticillin lever kvar som begrepp för att beteckna stafylokocker som förvärvat resistens mot meticillin och isoxazolylpenicilliner, så kallade meticillinresistenta stafylokocker (MRSA). 